# Special Interest Group
Een Special Interest Group (SIG) is een gemeenschap met een interesse in een bepaald gebied van kennis, leren of technologie, waar de leden samenwerken om iets te bewerkstelligen of om oplossingen te produceren binnen hun vakgebied. Ze kunnen met elkaar communiceren, elkaar ontmoeten en conferenties organiseren. Zij kunnen soms ook pleiten of lobbyen voor een bepaald onderwerp of in een scala aan onderwerpen, maar zijn over het algemeen onderscheiden van belangengroepen en pressiegroepen die normaal gesproken worden opgezet voor het specifieke politieke doel. Het onderscheid is niet strak te maken en sommige organisaties kunnen zich aanpassen en hun focus veranderen in de tijd.